# Мандрівники (телесеріал)
«Мандрівники» (англ. Travelers) — канадсько-американський науково-фантастичний телесеріал, створений Бредом Райтом. Головні ролі виконували Ерік Маккормак, Маккензі Портер, Джаред Абрахамсон, Неста Купер, Рейллі Долман і Патрік Гілмор.
Серіал знятий у співпраці між компаніями Netflix та Showcase. Перший сезон серіалу складається з 12 епізодів та вперше транслювався компанією Showcase 17 жовтня 2016. Світова прем'єра серіалу відбулася в мережі Netflix 26 грудня 2017. 8 лютого 2017 року Netflix та Showcase продовжили серіал на другий сезон, прем'єра відбулася в телевізійній мережі Showcase в Канаді 16 жовтня 2017 року, а в мережі Netflix 26 грудня 2017 року в усіх країнах, окрім Канади.

## Сюжет
У постапокаліптичному майбутньому, тисячам спецагентів поставлено завдання запобігти знищенню людського роду. Цих оперативників називають «мандрівниками». Їхню свідомість відправлено у минуле в тіло сучасних людей, за мить від смерті останніх, щоб звести до мінімуму непередбачуваний вплив на плин часу і не позбавляти їх життя. Перенесення свідомості вимагає точного розташування цілі, тому перенесення стало можливим лише у двадцять першому столітті завдяки смартфонам та GPS. Агентів-мандрівників ретельно готують за допомогою інформації про їх майбутні цілі, яка є в соціальних мережах та публічних джерелах; кожен мандрівник аби не виказати себе і не поставити під удар свою місію має дотримуватись стилю життя свого об'єкта до кінця свого життя. Команда мандрівників зазвичай складається з п'яти людей: лідер, тактик, медик, історик, інженер, але є і винятки. Завдання мандрівникам формулює Директор — штучний інтелект майбутнього, що стежить за лінією часу та намагається врятувати людство від серії катастрофічних подій. Чи не єдиний спосіб спілкування Директора з мандрівниками — за допомогою дітей, яких короткочасно використовують як посильних і свідомість яких, на відміну від дорослих, може бути безпечно перенесеною на кілька хвилин та повернута у свій час без шкоди для здоров'я дитини. Для захисту лінії часу всі мандрівники мають поводитись відповідно до визначених правил. Однак, впродовж серіалу, порушуючи ці правила, мандрівники не навмисно або й цілеспрямовано впливають на сьогодення та майбутнє непередбачуваним чином. Компанія Showcase пояснює правила поведінки мандрівників у своєму блозі. 
Перелік правил:
1. Завдання є першочерговим.
2. Ніколи не ризикуйте своїм прикриттям:
  - Не називайте один одного вашими майбутніми іменами — «Залиште майбутнє в минулому».
  - Не використовуйте знання про майбутнє для особистої користі.
3. Не забирайте життя; не рятуйте життя, хіба що вам наказано це зробити.
4. Не розмножуйтесь.
5. При відсутності вказівок, продовжуйте жити повсякденним життям свого об'єкта.
6. Жодного спілкування з іншими командами, за винятком надзвичайних ситуацій.

Серіал висвітлює діяльність однієї з команд, що складається з п'яти мандрівників, починаючи від їх прибуття у минуле шляхом переміщення свідомості.

## Склад

### Головні ролі
- Ерік Маккормак в якості Гранта Макларена (Мандрівник 3468), лідера команди, який приймає життя спеціального агента ФБР.
- Маккензі Портер — Марсі Уортон (Мандрівник 3569), медик команди, який приймає життя жінки з пошкодженим мозком.
- Неста Купер, як Карлі Шеннон (Мандрівник 3465), тактик команди, яка приймає життя голови родини, одинокої матері.
- Джаред Абрахамсон, як Тревор Холден (Мандрівник 0115), інженер команди, один із найстаріших людей у світі, приймає життя спортсмена-старшокласника середньої школи.
- Райллі Долман, як Філіп Пірсон (Мандрівник 3326), історик команди, який приймає життя студента коледжу, що має героїнову залежність.
- Патрік Гілмор[en] —  Девід Мейлер, соціальний працівник, що опікується Марсі.

### Епізодично
- Іен Трейсі, як Рей Ґрін, адвокат Філіпа і майбутній товариш; азартний гравець.
- Арнольд Пиннок, як Уолт Форбс, партнер Гранту у ФБР, пізніше член команди, Мандрівник 4112, і згодом Мандрівник 4991.
- Джей Алекс Бринсон, як Джефф Коннікер, екс-бойфренд Карлі  що ображав її, батько її сина; поліцейський.
- Вільям Макдональд, як Гарі Холден, батько Тревора.
- Teryl Rothery, як Патрісія Холден, мати Тревора.
- Алісса Лінч, як Рене Белламі, старшокласниця, подруга Тревора.
- Девід Льюїс, як майор Глісон, запальний офіцер.
- Кіра Загорський, як доктор Делані, геніальний вчений, який розробив метод для збору і зберігання антиречовини.
- Леа Кейрнс, як Кетрін Макларен («Кет»), дружина Гранта, яка працює в реставрації антикваріату.
- Христині Кофська, як офіцер Вікторія Бойд, Мандрівник 3185, котра перевтілюється в співробітника поліції.
- Джакомо Баессато, як рядовий Вілсон, солдат, який працює на Глісона.
- Дженніфер Спенс, як Грейс день, радник в школі  Тревора, і згодом Мандрівник 0027, програміст, який допоміг створити Директора.
- Тому McBeath, як Елліс, мандрівник 0014, програміст припускаючи, що життя фермера.
- Ейлін Педд, як мандрівник, що грає роль матері у сім'ї з чотирьох осіб.
- Йасмі Болл, як Шарлотта, мандрівник-невдаха; пізніше мандрівник-вбивця.
- Луї Феррейра, як сержант Рік Хол, змучений Мандрівник, керівник команди.
- Дуглас Чапман, як Лука, Мандрівник з команди Холла.
- Глинис Девіс, як Жаклін, представник служби захисту дітей.
- Мелані Папалія, як Бет, аналітик ФБР, працює на Макларена.
- Карін Коновал, як Блум, Мандрівник 0117, високопоставлений мандрівник-інженер.
- Джейсон Грей-Стенфорд, як Аарон Доннер, Мандрівник 4022 (а пізніше Мандрівник 4024), підривник
- Енріко Колантоні, як Вінсент Інграм, Мандрівник 001, чий об'єкт мав загинути 11 вересня 2001 року.
- Аманда Таппінг, як доктор Перроу, психіатр Мандрівника 001.
- Стефані Беннетт, як Дженні, Мандрівник 4514, головним її завданням було допомогти Філіпу подолати його героїнову залежність.
- Меттью Кевін Андерсон, як Дерек, Мандрівник Д13, мандрівник-лікар із завданням врятувати Макларена.
- Стівен Лобо, як агент Уейкфілд, член фракції, що прикидався мандрівником.
- Лі Мадждуб, як доктор Баркер, лікар, що закоханий в Марсі.
- Суніта Прасад, як Блер, дівчина Девіда.
- Меліса Роксбург, як Керрі, Мандрівники 5001-5008, парашутист, призначені для запобігання вбивства команди Макларена.
- Палома Квятковскі як Ебігейл Паріс, молода жінка, що дружить з Тревором.

## Виробництво
Телесеріал знімався у Ванкувері та Британській Колумбії, Канада. Зйомки першого сезону тривали з 29 березня по 19 липня 2016 року, другого — з 27 березня по 28 липня 2017 року, третього — з 26 березня по 5 липня 2018 року.

### Реліз
- Канада — 17 жовтня 2016 року;
- Аргентина — 23 грудня 2016 року (через мережу Інтернет);
- Німеччина — 23 грудня 2016 року (через мережу Інтернет);
- Італія — 23 грудня 2016 року (через мережу Інтернет);
- США — 23 грудня 2016 року (через мережу Інтернет).

Телесеріал відомий в інших країнах під такими назвами:
- Аргентина — Viajeros;
- Франція — Les Voyageurs du Temps;
- Німеччина — Travelers: Die Reisenden;
- Греція — Ταξιδιώτες στο Χρόνο;
- Литва — Keliautojai;
- Польща — Podróżnicy;
- Португалія — Viajantes no Tempo;
- Румунія — Călători din viitor;
- Росія — Путешественники;
- Іспанія — Viajeros;
- Україна — Мандрівники;
- Сполучені Штати — Travelers[3].

### Неточності
Астероїд «Геліос 685» в реальному житті не існує. Втім, є один, що називається «895 Геліо» (без «с»), а астероїд під номером 685 насправді називається «Гермія».

## Епізоди
| Сезон | Епізоди | Епізоди | Оригінальний показ | Оригінальний показ |
| Сезон | Епізоди | Епізоди | Перший показ       | Останній показ     |
| ----- | ------- | ------- | ------------------ | ------------------ |
| 1     | 12      | 12      | 17 жовтня 2016     | 2 січня 2017       |
| 2     | 12      | 12      | 16 жовтня 2017     | 18 грудня 2017     |
| 3     | 10      | 10      | 14 грудня 2018     | 14 грудня 2018     |

### Сезон 1 (2016—2017)
Показ не в канадському Netflix був 23 грудня 2016 року, перед двома останніми серіями 1-го сезону що були показані в мережі Showcase.